# Maine Red Claws
Els Maine Red Claws són un equip de bàsquet de la NBA Development League afiliat als Boston Celtics. El 25 de febrer de 2009 la NBADL va premiar a la ciutat de Portland (Maine) amb una expansió de franquícies. L'equip va començar a jugar en la temporada 2009-2010. L'equip juga a l'estadi Portland Expo Building. El propietari de l'equip és Maine Basketball, LLC i el principal propietari és Bill Ryan, president del TD Banknorth Group. L'estació de radio WJAB emetrà els partits.

## Nom de l'equip
El 2 d'abril de 2009 es va anunciar el nom de la nova franquícia després d'una enquesta ("Red Claws"). "Red Claws" o "Pinces Rojas", fent referència a la llagosta, la qual és la indústria de la regió més important i és la que més produeix en tot els Estats Units. El nom és també un homenatge a l'antic entrenador, Arnold Red Auerbach.

## Trajectòria
| Temporada                | Divisió                  | Temporada regular        | Temporada regular | Temporada regular | Temporada regular | Playoff                           |           |
| Temporada                | Divisió                  | Posició                  | Guanyats          | Perduts           | %                 |                                   |           |
| Maine Red Claws          |                          |                          |                   |                   |                   |                                   |           |
| 2009-10                  | Est                      | 4ª                       | 27                | 23                | .540              |                                   |           |
| 2010-11                  | Est                      | 5ª                       | 18                | 32                | .360              |                                   |           |
| 2011-12                  | Est                      | 6ª                       | 21                | 29                | .420              |                                   |           |
| 2012-13                  | Est                      | 3ª                       | 26                | 24                | .520              | Primera ronda (Rio Grande) 2-0    |           |
| 2013-14                  | Est                      | 4ª                       | 19                | 31                | .380              |                                   |           |
| 2014-15                  | Est                      | 1a                       | 35                | 15                | .700              | Primera ronda (Fort Wayne) 2-0    |           |
| 2015-16                  | Est                      | 1a                       | 31                | 19                | .620              | Primera ronda (Canton Charge) 2-0 |           |
| Rècord Temporada Regular | Rècord Temporada Regular | Rècord Temporada Regular | 177               | 173               | .505              | 2009–2016                         | 2009–2016 |
| Rècord Playoff           | Rècord Playoff           | Rècord Playoff           | 0                 | 6                 | .000              | 2009–2016                         | 2009–2016 |

## Afiliats
- Charlotte Bobcats (2009–2012)
- Boston Celtics (2009–present)
- Philadelphia 76ers (2011–2012)

## Jugadors

### Líders estadístics
| #                                                      | Jugador       | Temporades                    | Mitjana | Partits | Total |
| ------------------------------------------------------ | ------------- | ----------------------------- | ------- | ------- | ----- |
| 1                                                      | Morris Almond | 2009 - 2010 / 2011 - 2012 (2) | 22,9    | 49      | 1124  |
| 2                                                      | Kenny Hayes   | 2010 - 2012 (2)               | 11,8    | 90      | 1064  |
| 3                                                      | DeShawn Sims  | 2010 - 2012 (2)               | 19,2    | 53      | 1017  |
| 4                                                      | Xavier Silas  | 2011 - 2013 (2)               | 10,8    | 94      | 791   |
| 5                                                      | Chris Wright  | 2011 - 2013 (2)               | 16,9    | 69      | 1164  |
| Referència: Nota actualitzats al final temporada 12/13 |               |                               |         |         |       |

Rebots totals temporada regular
| #                                                      | Jugador       | Temporades                    | Mitjana | Partits | Total |
| ------------------------------------------------------ | ------------- | ----------------------------- | ------- | ------- | ----- |
| 1                                                      | DeShawn Sims  | 2010 - 2012 (2)               | 7,6     | 53      | 403   |
| 2                                                      | Chris Wright  | 2011 - 2013 (2)               | 5,7     | 69      | 394   |
| 3                                                      | Morris Almond | 2009 - 2010 / 2011 - 2012 (2) | 5,7     | 49      | 281   |
| 4                                                      | Micah Downs   | 2012 - 2013 (1)               | 5,8     | 48      | 278   |
| 5                                                      | Paul Harris   | 2010 - 2012 (2)               | 6,6     | 42      | 276   |
| Referència: Nota actualitzats al final temporada 12/13 |               |                               |         |         |       |

Assistències totals temporada regular
| #                                                      | Jugador      | Temporades      | Mitjana | Partits | Total |
| ------------------------------------------------------ | ------------ | --------------- | ------- | ------- | ----- |
| 1                                                      | Kenny Hayes  | 2010 - 2012 (2) | 3,7     | 90      | 327   |
| 2                                                      | Jamar Smith  | 2010 - 2011 (1) | 5,0     | 48      | 241   |
| 3                                                      | Shelvin Mack | 2012 - 2013 (1) | 4,3     | 23      | 173   |
| 4                                                      | Mario West   | 2007 - 2008 (1) | 5,7     | 49      | 281   |
| 5                                                      | Xavier Silas | 2009 - 2011 (2) | 3,1     | 53      | 158   |
| Referència: Nota actualitzats al final temporada 12/13 |              |                 |         |         |       |